# Bonjour l'été
 (février 2025).
Si vous disposez d'ouvrages ou d'articles de référence ou si vous connaissez des sites web de qualité traitant du thème abordé ici, merci de compléter l'article en donnant les références utiles à sa vérifiabilité et en les liant à la section « Notes et références ».
Pour plus de détails, voir Fiche technique et Distribution.
Bonjour l'été est un film d'animation de court métrage tchèque, français et slovaque réalisé par Martin Smatana et Veronika Zacharová, sorti en 2024.

## Fiche technique
- Titre original : Ahoj leto
- Réalisation : Martin Smatana et Veronika Zacharová
- Scénario : Martin Smatana et Veronika Zacharová
- Animation : David Stumpf, Martin Smatana, Barbora Halirova, Ivan Strobl et Filip Diviak
- Musique : Aliaksandr Yasinski
- Son :
- Production : Martin Smatana, Martin Vandas, Kamila Dohnalová et Jean-François Le Corre
- Sociétés de production : Studio Bororo, Maur Films, Last Films et Vivement lundi !
- Sociétés de distribution :
- Pays d'origine :  Slovaquie,  Tchéquie et  France
- Langue originale : sans dialogue
- Format : couleur
- Genre : animation
- Durée : 10 minutes 45 secondes
- Dates de sortie :
  - France : 10 juin 2024 (Annecy)

## Distinctions
- Festival international du film d'animation d'Annecy 2024 : Prix Jeune public pour un court métrage.